# Martin Winckler
Cet article possède un paronyme, voir Marten Winkler.
Pour les articles homonymes, voir Martin et Winckler.
Martin Winckler, pseudonyme de Marc Zaffran, né le 22 février 1955 à Alger, est un médecin militant féministe français connu comme romancier et essayiste.

## Biographie
Les parents de Marc Zaffran, mariés en 1952, sont tous deux natifs d'Algérie française et de confession juive. Sa mère, Denise Miguéres, dite Nelly, est mère d'une petite fille nommée Claude, née d'une précédente union, et son père Ange Zaffran, surnommé « Zaza », est médecin spécialisé en pneumo-phtisiologie, à Alger. Marc (alias Martin Winckler) y naît en février 1955, suivi par son frère, Michel, un an et demi plus tard, en octobre 1956.
Il grandit à Pithiviers de 1963 à 1972, où habite sa famille et où exerce son père.
Diplômé de la faculté de médecine de Tours en 1982, il s'installe l'année suivante à Joué-l'Abbé dans la Sarthe et exerce dans un cabinet médical de campagne jusqu'en 1993. À partir de 1983, et jusqu'en 1989, il collabore à la revue Prescrire sous son vrai nom.
Il publie de nombreux ouvrages sous le nom de Martin Winckler, un pseudonyme qu'il choisit après la lecture du livre de Georges Perec,  La Vie mode d'emploi, et en raison de l'intérêt qu'il porte particulièrement au personnage Gaspard Winckler, fabricant de puzzles, chez lequel il voit « une métaphore de l’écrivain ».
De septembre 2002 à juillet 2003, il prépare et lit chaque matin Odyssée, une chronique sur France Inter, où il exprime ses idées sur la médecine en France et la façon dont les séries télévisées sont diffusées par les chaînes françaises. Sa critique d’une publicité pour des médicaments contre le cholestérol, subventionnée par des laboratoires pharmaceutiques, lui valent néanmoins, selon un documentaire diffusé par Arte, la suppression de son passage à l'antenne,.
En 2009, il s'installe à Montréal après l'obtention d'une bourse de recherche en bioéthique à l’université de Montréal et parce qu'il ne supportait plus de vivre en France,.
Son ouvrage de 2016 intitulé Les Brutes en blanc, consacré à la maltraitance médicale, fait l'objet d'un communiqué du Conseil de l'Ordre des médecins en France, qui lui reproche d'avoir pratiqué « la caricature et l'amalgame » et de généraliser à l'ensemble de la profession médicale les dérives de quelques praticiens, dont les pratiques sont condamnées fermement. 
Il est également un vidéaste web critique sur Youtube.

## Prix et distinctions
- 1990: lauréat du Festival du Premier roman de Chambéry pour La Vacation[13]
- 1998 : prix du livre Inter pour La Maladie de Sachs[14]
- 2000 : parrain du Festival du premier roman[15]
- 2004 : prix Jean Bernard de l’Académie nationale de médecine, pour Les Trois Médecins[16]
- 2007 : prix Prescrire 2007 du Livre médical et pharmaceutique, pour Les droits du patient, en collaboration avec Salomé Viviana[17]

## Œuvre

### Médecine

#### En revue, sous le nom de Marc Zaffran
- Il a été rédacteur et rédacteur en chef adjoint de la revue médicale Prescrire entre 1983 et 1989.

Ouvrages de vulgarisation médicale, sous le nom de Marc Zaffran ; il a été également conseiller médical et rédacteur à Que Choisir Santé au milieu des années 1990.
- Plusieurs ouvrages publiés en 1998 aux éditions du Reader's Digest : L'Alimentation et ses troubles ; Migraine et maux de tête ; Mal de dos et douleurs articulaires ; Le Sommeil ; Le Stress.
- Liaison fatale : guide 1995 de l'alcool et des médicaments, éd. Giropharm, 1994

#### Essais
- En soignant, en écrivant, 2000, éd. Indigène ; rééd. J'ai lu, 2001 ; recueil d'articles
- Contraceptions mode d'emploi, 2001 ; 2e éd. revue et augmentée, Au Diable Vauvert, 2003 ; troisième édition, J'ai Lu, 2007
- C’est grave docteur ? Ce que disent les patients, ce qu'entendent les médecins, La Martinière, 2002
- Nous sommes tous des patients, entretiens avec Catherine Nabokov, Le Livre de poche, 2005
- Les Droits du patient, en collaboration avec Salomé Viviana, collection "Soigner", Fleurus 2007
- Choisir sa contraception, collection "La Santé en questions", Fleurus 2007
- Tout ce que vous vouliez savoir sur les règles... sans jamais avoir osé le demander, collection "La Santé en questions", Fleurus 2008.
- Profession médecin de famille, collection "Profession", Presses de l'Université de Montréal, 2012[18].
- Le Patient et le Médecin, collection "Libre accès", Presses de l'Université de Montréal, 2014[19].
- Les Brutes en blanc - La maltraitance médicale en France, Flammarion, 2016
- Tu comprendras ta douleur ! - Pourquoi vous avez mal et que faire pour que ça cesse, en collaboration avec Alain Gahagnon, Fayard, 2019
- C'est mon corps !  - Tout ce que vous avez toujours voulu savoir sur la santé des femmes, L'Iconoclaste, 2020
- Au pays du mépris. Voyage dans l'arrogance "à la française", Robert Laffont, 2024

### Romans, récits, nouvelles
- La Vacation, P.O.L, 1989 ; réédition, Gallimard, coll. « Folio » no 5737, 2014 Lauréat du Festival du Premier roman de Chambéry, 1990[13]
- La Maladie de Sachs, P.O.L, 1998 ; réédition, Gallimard, coll. « Folio » no 4233, 2005 Prix du livre Inter 1998adapté au cinéma en 1999 sous ce titre par Michel Deville avec Albert Dupontel.
- Le Mystère Marcoeur, L'Amourier éditions, 2001 ; nouvelle édition 2008.
- Les Trois Médecins, P.O.L, 2004 ; réédition, Gallimard, coll. « Folio » no 4438, 2006 ; les années d'université de Bruno Sachs Prix Jean Bernard de l’Académie nationale de médecine[16]
- Touche pas à mes deux seins, Baleine, coll. « Le Poulpe » no 221, 2001 ; réédition, Librio no 559, 2002
- Légendes, P.O.L, 2002 ; réédition Gallimard, coll. « Folio » no 3950, 2003 ; recueil de récits autobiographiques,
- Plumes d'Ange, P.O.L, 2003 ; réédition, Gallimard, coll. « Folio » no 4271, 2005 ; récit autobiographique et biographique sur son père, Ange
- Le mensonge est ici, nouvelle, in anthologie Noirs complots (dir. Pierre Lagrange), publication avril 2003 ; réédition dans le recueil de nouvelles Le mensonge est ici et autres nouvelles, Librio, coll. « Policier » no 770, 2006
- Mort in vitro, Fleuve noir et Mutualité française, 2003
- Camisoles, Fleuve Noir, 2006 ; réédition, Pocket, coll. « Presses-pocket » no 12545, 2007
- Noirs Scalpels (nouvelle « La Dernière Aventure » et direction du recueil), (anthologie collection Néo), Le Cherche midi, 2006.
- J'ai mal là…, Les Petits Matins, 2006 (réécriture des chroniques enregistrées pour Arte Radio entre septembre 2004 et juin 2005)[20]
- Le Numéro 7 (roman), Le Cherche Midi, coll. « collection Néo », 2007 ; en relation avec la série Le Prisonnier
- Histoires en l'air, P.O.L, 2008
- La Trilogie Twain :
  - Un pour deux (tome 1), Calmann-Lévy, 2008
  - L'Un ou l'Autre (tome 2), Calmann-Lévy, 2009
  - Deux pour tous, (tome 3), Calmann-Lévy, 2009
- Le Chœur des femmes, P.O.L, 2009 ; réédition, Gallimard, coll. « Folio » no 5198, 2017
- Les Invisibles, Fleuve noir, 2011
- En souvenir d’André, P.O.L, 2012 ; réédition, Gallimard, coll. « Folio » no 5736, 2014
- Abraham et fils, P.O.L, 2016 ; réédition, Gallimard, coll. « Folio » no 6347, 2017
- Les Histoires de Franz, P.O.L, 2017 ; réédition, Gallimard, coll. « Folio » no 6647, 2019
- L'École des soignantes, P.O.L, 2019 ; réédition, Gallimard, coll. « Folio », 2020
- Franz en Amérique, P.O.L,  2022

### Sur des séries télévisées
Martin Winckler a participé aux magazines Génération Séries, puis Épisode.
- 1993 : Mission impossible, 20 ans après avec Alain Carrazé (Néo - Huitième art)
- 1994 : Collectif :
  - Les Grandes Séries américaines, Huitième Art
  - Les Grandes Séries britanniques, id.
- 1997 : Les Nouvelles Séries américaines et britanniques 1996-1997 (coll. codirigé avec Alain Carrazé), Belles Lettres
- 1999 : Les Séries télé (coll. avec Christophe Petit et Jean-Jacques Schleret), Larousse, collection « Guide Totem » ; dictionnaires de séries[21].
- 2003-2005 : Histoire des séries américaines :
  - tome 1, Les Miroirs de la vie, Le Passage
  - tome 2 (collectif), Les Miroirs obscurs, Le Diable Vauvert
- 2004 : Les Séries TV et le soap opera, conférence à l'université de tous les savoirs[22]
- 2005 : Séries télé : De Zorro à Friends, 60 ans de téléfictions américaines, Éditions J'ai Lu, collection Librio Repères
- 2007 : Le Meilleur des séries, collectif dirigé par MW, Éditions Hors Collection
- 2007 : Le Numéro 7 roman dans la collection Néo au Cherche Midi ; en relation avec la série Le Prisonnier
- 2008 : L'Année des séries 2008, ouvrage collectif, codirigé par MW et Marjolaine Boutet, Éditions Hors Collection
- 2012 : Petit éloge des séries télé, Gallimard, coll. « Folio 2euros » no 5471, 2012
- 2013 : Dr House, l'esprit du Shaman, Éditions Boréal

### Autres
- Collectif, L'Affaire Grimaudi, en collaboration avec Claude Pujade-Renaud, Dominique Noguez et autres, éd. du Rocher, 1995
- Les Cahiers Marcœur, 1991 ; inédit à l'édition, disponible sur le site internet de l'auteur. Des extraits en ont été publiés sous le titre Le Mystère Marcœur, L’amourier, 2001, nouvelle édition 2008.
- Neuf contes pour nos enfants, CD sonore, De Vive Voix, 2002
- Le Corps en suspens, textes de Martin Winckler, photos de Henri Zerdoun, 50 photographies en hôpital, chez des médecins à la campagne ou en ville, Zulma, 2002
- Super Héros, EPA, 2003 ; sur les personnages de comics.
- Odyssée. Une aventure radiophonique, Le Cherche-Midi, 2003 ; anthologie des chroniques de Martin Winckler sur la chaîne de radio France Inter.
- Docteur Je sais tout, chronique dans Spirou HeBDo (le titre immodeste a été choisi par la rédaction) où les lecteurs posent des questions auxquelles il répond sur un ton résolument ironique. Les textes de Martin Winckler sont illustrés par Johan De Moor.
- Le Rire de Zorro, Bayard, 2005
- Histoires en l’air, P.O.L, 2008 (réécriture des chroniques enregistrées pour arteradio.com entre septembre 2005 et juin 2007)
- L'Enfant qui n'aimait pas les livres, illustré par Stéphane Sénégas, éd. Danger Public, 2008 ; album jeunesse
- Le Cahier de transmissions, Publie.net, 2012 (eBook)  (ISBN 9782814506688)

## Adaptation

### Au cinéma
- 1999 : La Maladie de Sachs, film français réalisé par Michel Deville, d'après le roman éponyme publié l'année précédente

### En bande-dessinée
- 2021 : Le Chœur des femmes, par Aude Mermilliod, d'après le roman éponyme publié en 2009